# Quercus arkansana
Quercus arkansana, anomenat també com a Roure d'Arkansas, és una espècie de roure caducifoli que pertany a la família de les fagàcies. Està dins de la secció dels roures vermells del gènere Quercus.
És un tipus de roure rar i que es va descobrir a Arkansas el 1911.

## Distribució
És endèmic als Estats Units i creix a Arkansas, sud-oest de Geòrgia, nord-oest de Florida, Alabama, Louisiana i est de Texas, entre 50 a 150 metres. Aquest tipus de roure està amenaçat per la pèrdua d'hàbitat.

## Descripció
Quercus arkansana pot créixer fins als 18 m d'alçada, però el que és habitual sol ser entre 6 a 9 m. És de creixement lent i té una vida curta. L'escorça gruixuda i rugosa, negra, profundament solcada. Les branquetes tenen un color gris pubescent en primer lloc, amb lenticel·les visibles. Les gemmes terminals són de color marró, glabre, entre 2 a 5 mm de llarg. Les fulles fan entre 5 a 13 cm de llarg, i entre 2,5 a 6 cm d'ample, obovals a romboïdals, marge sencer o lleugerament lobulat a prop de l'àpex (lòbuls rars, dèbilment assenyalats), base cuneada, àpex arrodonit, de color verd groc, glabres per sobre, més pàl·lid per sota amb flocs axil·lars. El pecíol fa entre 5 a 25 mm de llarg, pubescents. Les flors surten a la primavera.
Les glans són solitàries o en parells, d'1,2 cm de llarg, globosos, sèssils o curt-aguaitades, amb una cúpula poc profunda que tanca entre 1/4 a 1/3 de la núcula.

## Hàbitat
Creix en un hàbitat dur i prefereix sòls sorrencs, rocosos, humits i ben drenats, lliure de calç.
Equivalent a zona climàtica, l'hàbitat	dur, prefereix sòls sorrencs, rocosos, humits i ben drenats, lliure de calç, sòls, lent vivent creixement i curta.

## Taxonomia
Quercus arkansana va ser descrita per Charles Sprague Sargent i publicat a Trees and Shrubs 2(3): 121–122, pl. 152. 1911.
Etimologia
Quercus: nom genèric del llatí que designava igualment al roure i a l'alzina.
arkansana: epítet geogràfic que al·ludeix a la seva localització a Arkansas.
Sinonímia
- Quercus arkansana var. caput-rivuli (Ashe) Ashe
- Quercus caput-rivuli Ashe[2][3]

## Miscel·lània
Quercus arkansana s'hibrida amb Quercus nigra, Quercus marilandica, Quercus phellos i amb Quercus incana (= Q. x venulosa)